# Familia (film, 2024)
Pour les articles homonymes, voir Familia.
Pour plus de détails, voir Fiche technique et Distribution.
Familia est un film dramatique italien réalisé par Francesco Costabile et sorti en 2024,.

## Fiche technique
Sauf indication contraire, les informations mentionnées dans cette section peuvent être confirmées par les bases de données cinématographiques IMDb et Allociné,  présentes dans la section « Liens externes ».
- Titre original : Familia
- Réalisation : Francesco Costabile
- Scénario : Francesco Costabile, Vittorio Moroni et Adriano Chiarelli, d'après l'œuvre de Luigi Celeste
- Musique : Valerio Vigliar
- Décors : Luca Servino et Erika Aversa
- Costumes : Luca Costigliolo
- Photographie : Giuseppe Maio
- Son : Gianluca Costamagna
- Montage : Cristiano Travaglioli
- Production : Attilio De Razza, Nicola Picone, Nicola Giuliano et Pierpaolo Verga
- Société de production : Medusa Film et Indigo Film
- Société de distribution : Medusa Film et Damned Distribution
- Pays de production :  Italie
- Langue originale : italien
- Format : couleur — 2,39:1 — son 5.1
- Genre : Drame
- Durée : 124 minutes
- Dates de sortie :
  - Italie : 
    - 1er septembre 2024 (Venise)
    - 2 octobre 2024 (en salles)

  - France : 23 avril 2025

## Distribution
- Francesco Gheghi : Luigi Celeste
- Barbara Ronchi : Licia
- Francesco Di Leva : Franco
- Marco Cicalese  Alessandro
- Tecla Insolia : Giulia
- Enrico Borello : Fulvio
- Francesco de Lucia : Luigi jeune
- Stefano Valentini : Alessandro jeune